# RISKY (アルバム)
『RISKY』（リスキー）は、日本の音楽ユニット・B'zが1990年11月7日にBMGビクターからリリースした4作目のオリジナル・アルバム。このアルバムは、後にBMGルームス（現:VERMILLION RECORDS）の設立に伴い、発売権がBMGルームスに移行している。

## 概要
B'z初の、シングルと同時発売ではない単独アルバム作品。
1990年10月4日から翌年2月10日にかけて、アルバムツアー『B'z LIVE-GYM '90-'91 "RISKY"』が行われ、その最中に発売された。
アルバムタイトル「RISKY」には「危険（リスク）を冒してでも『とあるもの』を手に入れる」という意味が込められている。松本は「いい意味で期待を裏切らないといけない」とコメントした。
ハードロックサウンドとデジタルビートの融合を試みたアルバム。90年代初頭のB'zは打ち込みを多用したダンスビート路線が主流だったが、本作が同路線としては現時点で最後のアルバム。ミックスとマスタリングにマドンナやスティーヴィー・サラスを手がけたジェイソン・コーサロを起用しており、過去の作品よりサウンドがハードになっている。また、各曲の曲間がほとんど無い。
表・裏ジャケットの「B'z」のロゴマークは先行シングル『Easy Come, Easy Go!』と『愛しい人よGood Night...』で使用されたもの。『RISKY』のロゴも今回の「B'z」ロゴとトータルでデザインされ、『RISKY』ロゴ上部の凹みに「B'z」マークが配置できるようになっている。初回盤のみブックレット（写真集）、ブックレットとCDケースを入れるプラスティック製のスリーブケース、オリジナルテレホンカード応募券、1stビデオ『FILM RISKY』予約券が付属している。
前作『BREAK THROUGH』の後に発売されたシングルのうち「BE THERE」と「太陽のKomachi Angel」は未収録となった。なお、7thアルバム『The 7th Blues』までは直近に発売されたシングル1作のみの収録だったが、アルバム収録曲として制作された「愛しい人よGood Night...」が急遽シングルカットされたため、本作のみ先行シングルが2作存在する。
本アルバムから、松本はサウンドプロデュースのみならず、全面プロデュースを手掛けている。
映像作品『FILM RISKY』には本作のプロモーション・ビデオに加え、レコーディング風景やオフショットなどを見ることができる。
B'zのアルバムでは初の首位を獲得。本作以降に発売されたオリジナル・アルバムはすべて首位を獲得している。また、自身のオリジナル・アルバムでは初めてミリオンセラーを記録した（オリコン調べ）。
2018年に結成30周年記念として『DINOSAUR』までのオリジナル・アルバムと共にアナログレコード化された。

## 収録曲
| 全作詞: 稲葉浩志、全作曲: 松本孝弘、全編曲: 松本孝弘・明石昌夫。 |                                         |          |            |      |
| #                                                                | タイトル                                | 作詞     | 作曲・編曲 | 時間 |
| 1.                                                               | 「RISKY」                               | 稲葉浩志 | 松本孝弘   | 1:24 |
| 2.                                                               | 「GIMME YOUR LOVE -不屈のLOVE DRIVER-」 | 稲葉浩志 | 松本孝弘   | 4:23 |
| 3.                                                               | 「HOT FASHION -流行過多-」              | 稲葉浩志 | 松本孝弘   | 4:11 |
| 4.                                                               | 「EASY COME, EASY GO! -RISKY Style-」   | 稲葉浩志 | 松本孝弘   | 4:40 |
| 5.                                                               | 「愛しい人よGood Night...」             | 稲葉浩志 | 松本孝弘   | 6:13 |
| 6.                                                               | 「HOLY NIGHTにくちづけを」              | 稲葉浩志 | 松本孝弘   | 5:01 |
| 7.                                                               | 「VAMPIRE WOMAN」                       | 稲葉浩志 | 松本孝弘   | 4:58 |
| 8.                                                               | 「確かなものは闇の中」                  | 稲葉浩志 | 松本孝弘   | 4:18 |
| 9.                                                               | 「FRIDAY MIDNIGHT BLUE」                | 稲葉浩志 | 松本孝弘   | 4:25 |
| 10.                                                              | 「It's Raining...」                     | 稲葉浩志 | 松本孝弘   | 4:58 |
| 合計時間:                                                        | 合計時間:                               | 44:31    |            |      |

## 楽曲解説
1. RISKY
  - 本作の表題曲であるインストゥルメンタル。
  - 稲葉の台詞で曲が終了し、同時に次の曲へ移る。
2. GIMME YOUR LOVE -不屈のLOVE DRIVER-
  - 歌詞は贅沢な年上の女性に好かれようと努力している男が描かれている。
  - 22ndシングル『Calling』には、1997年のツアー『B'z LIVE-GYM Pleasure '97 "FIREBALL"』の東京ドーム公演のライブ音源が収録され、『B'z LIVE-GYM Hidden Pleasure 〜Typhoon No.20〜』には同ツアーの別公演の映像が収録されている。
  - シングル曲の「Easy Come, Easy Go!」を除き、本作収録曲の中ではライブ演奏回数が最も多い。
  - 2008年のツアー『B'z LIVE-GYM 2008 "ACTION"』以降暫く演奏されていなかったが、2020年の無観客配信ライブ『B'z SHOWCASE 2020 -5 ERAS 8820-』のDay1で約12年ぶりに演奏された[6][7]。
3. HOT FASHION -流行過多-
  - PVはニューヨークで撮影された。
  - 発売当時は頻繁に演奏されており、1993年の『B'z LIVE-GYM Pleasure '93 "JAP THE RIPPER"』以降は長らく演奏されていなかったが、2007年のツアー『B'z SHOWCASE 2007 -19-』、『B'z SHOWCASE 2007 -B'z In Your Town-』 で約14年ぶりに演奏された。
4. EASY COME, EASY GO!  -RISKY Style-
  - 6thシングルのアルバムバージョン。
  - 本作に収録のアルバムバージョンはジェイソン・コーサロによってミックスされた。
5. 愛しい人よGood Night...
  - 7thシングル。上記の通り、本作の収録曲として制作されたが、この曲のタイアップ先のドラマの関係者が気に入ったため、急遽シングルカットされた[8]。
6. HOLY NIGHTにくちづけを
  - 『B'z LIVE-GYM "Pleasure '91"』で演奏された[9]。
7. VAMPIRE WOMAN
  - 歌詞は主人公の男が女性（バンパイア・ウーマン）を誘うが、やがてその魅力に夢中にされていくという設定。
  - 主人公の声を稲葉が、女性の声を坪倉唯子が担当。
  - 後にZ'bとしてセルフカバーした。
  - 1995年のツアー『B'z LIVE-GYM Pleasure '95 "BUZZ!!"』では演出付きで演奏される予定だったが、代わりに「LOVE PHANTOM」が新しく制作された経緯がある[10][11]。
8. 確かなものは闇の中
  - 本作の制作過程で最初に完成した曲。
  - ライブ未演奏。
9. FRIDAY MIDNIGHT BLUE
  - 歌詞は、稲葉がたまたま乗り合わせたタクシードライバーから聞いた話を元に作られた[12]。松本のお気に入りの歌詞のひとつ。
10. It's Raining...
  - 曲のほとんどが稲葉による語りで構成されている[13]。
  - 会話部分を稲葉は半分寝転んで煙草を吸いながらレコーディングをした[13]。
  - 歌詞カードにはサビ部分の歌詞しか記載されていない。
11. HOT FASHION -流行過多- (LIVE ver.)
  - 台湾盤、香港盤にのみ収録されているボーナストラック。音源は過去の映像作品のもの。
12. EASY COME, EASY GO! (LIVE ver.)
  - 台湾盤、香港盤にのみ収録されているボーナストラック。音源は過去の映像作品のもの。

## タイアップ
シングル曲については各作品の項目を参照
- フジテレビ系『上岡龍太郎にはダマされないぞ!』エンディングテーマ（#3）

## 参加ミュージシャン
- 松本孝弘:ギター、全曲作曲・編曲
- 稲葉浩志:ボーカル、全曲作詞
- 明石昌夫:マニピュレーター、全曲編曲
- 青山純:ドラム（#2-6.8.9）
- 小野塚晃:キーボード（#10）
- 古村敏比古:サックス（#8）
- 坪倉唯子:コーラス（#7）
- Paris（パリス）:コーラス（#10）

## ライブ映像作品
シングル曲については各作品の項目を参照
GIMME YOUR LOVE -不屈のLOVE DRIVER-
- LIVE RIPPER
- Typhoon No.15 〜B'z LIVE-GYM The Final Pleasure "IT'S SHOWTIME!!" in 渚園〜
- B'z LIVE-GYM Hidden Pleasure 〜Typhoon No.20〜
- B'z LIVE-GYM 2008 -ACTION-
- B'z SHOWCASE 2020 -5 ERAS 8820- Day1〜5

HOT FASHION -流行過多-
- JUST ANOTHER LIFE
- B'z The Best "ULTRA Treasure"（特典DVD）
- B'z LIVE in なんば 2006 & B'z SHOWCASE 2007 -19- at Zepp Tokyo